# 12204 Jonpineau
12204 Jonpineau è un asteroide della fascia principale. Scoperto nel 1981, presenta un'orbita caratterizzata da un semiasse maggiore pari a 2,5454193 au e da un'eccentricità di 0,1206907, inclinata di 2,88205° rispetto all'eclittica.